# Municipio de Lexington (Carolina del Norte)
El municipio de Lexington (en inglés: Lexington Township) es un municipio ubicado en el  condado de Davidson en el estado estadounidense de Carolina del Norte. En el año 2010 tenía una población de 30.850 habitantes.

## Geografía
El municipio de Lexington se encuentra ubicado en las coordenadas 35°51′53.05″N 80°15′13.92″O / 35.8647361, -80.2538667.